# Bowlus XCG-8
Il Bowlus XCG-8 era un aliante da trasporto tattico progettato dall'azienda statunitense Bowlus Saiplanes Inc. di Los Angeles durante gli anni quaranta, e rimasto allo stadio di prototipo.

## Storia del progetto
Nel febbraio 1941 il generale Henry Arnold, comandante dell'United States Army Air Force, decise di avviare lo sviluppo di alianti per scopi militari negli Stati Uniti. Nello stesso anno l'USAAF emise un requisito per la produzione di macchine capaci di trasportare 8, 15 e 30 soldati. L'ufficio tecnico della Bowlus Saiplanes Inc. di Los Angeles, piccola società che produceva componenti per la Douglas Aircraft Company e alianti destinati al mercato civile, decise di rispondere ai requisiti per gli alianti da 8 e 15 posti presentando sulla carta due progetti, gli XCG-7 e XCG-8, che furono presi in considerazione. Il due ottobre 1941 entrambi i velivoli furono considerati degni di essere prodotti in serie e la società ottenne un ordine per quattro prototipi: due XCG-7 e due XCG-8, da consegnarsi entro il marzo 1942. La società Bowlus incorse in gravi problemi durante la progettazione del più grande XCG-8, e dovette ricorrere all'intervento della Douglas Aircraft Company. Entrambi i prototipi vennero così realizzati presso lo stabilimento Douglas di El Segundo.

## Tecnica
Lo XCG-8 si presentava come un velivolo di costruzione interamente lignea. La velatura era monoplana ad ala alta, a mensola, monolongherone. La parte anteriore dell'ala era rivestita da fogli di compensato, mentre quella posteriore e gli alettoni erano rivestiti in tela. La fusoliera aveva sezione quasi circolare, con struttura semi-monoscocca. I correnti, le ordinate e il rivestimento lavorante erano in pannelli di compensato. Appena dopo il bordo di uscita alare il diametro della fusoliera si restringeva considerevolmente, diventando quasi una trave di coda. I piani di coda erano del tipo tradizionale, con deriva e piani stabilizzatori realizzati in legno e compensato, e i timoni di direzione e profondità ricoperti in tela.
Il carrello di atterraggio era triciclo posteriore fisso, con le gambe principali dotate di ruote a bassa pressione collegate a correnti inferiori e laterali alla fusoliera con tre bracci a piramide, di cui quello superiore formato da un ammortizzatore oleopneumatico. Il terzo punto era formato da un lungo pattino d'appoggio in legno, posizionato semiannegato lungo l'asse della chiglia. Il carrello doveva essere sganciato subito dopo il decollo, e l'aliante atterrava sul pattino per ridurre lo spazio di arresto.
L'equipaggio comprendeva un pilota ed un copilota, e 15 soldati. Il loro carico e scarico avveniva tramite un portello di carico laterale, posizionato sul lato sinistro, posto immediatamente prima del bordo di attacco alare.

## Impiego operativo
Il primo esemplare dell'XGC-8, destinato alla prove statiche, fu consegnato al Reparto Sperimentale basato sulla Wright Field AFB nel corso del 1942. Durante le prime prove effettuate emersero subito grossi problemi. La cellula cedette nel corso delle prove di carico alare, e una volta riparata, nuovamente nel corso delle prove di traino a terra al 60% dello sforzo. I due progettisti, l'ingegnere William Hawley Bowlus e N. Larson, non ne furono particolarmente preoccupati, e la società continuò a cercare ditte subcontraenti in vista della probabile produzione in serie. L'esemplare destinato alle prove di volo fu irrobustito e sottoposto ad un ciclo di collaudi, durante i quali emersero tutta una serie di difetti strutturali, aeronautici ed operativi. L'aliante era di fragile costruzione, pesante e poco manovrabile, e scarsamente abitabile da parte degli uomini trasportati.
Nonostante le manovre politiche messe in atto dal presidente della società, che nel tentativo si salvare il programma ricorse anche all'intervento del progettista di origini tedesche Dott. Wolfgang Klemperer, i tecnici del Centro Materiali dell'U.S.A.A.F., responsabili dei collaudi, ne decretarono l'inutilità, e il programma di produzione fu annullato venendogli preferito il Waco CG-4. Il prototipo dell'XGC-8, rimasto incidentato durante una prova di carico, fu abbandonato sull'aeroporto di Wilmington, Ohio, e andò distrutto durante un uragano nel giugno 1943.

## Versioni e varianti
- XCG-8: due prototipi, uno per i test strutturali e uno (matricola n/c 41-29622) per i collaudi in volo.[8]

## Utilizzatori
Stati Uniti
- United States Army Air Forces

### Periodici
- Maurizio Setti, I “bidoni” del servizio alianti dell'USAAF, in RID-Rivista Italiana Difesa, No.01/2001, Chiavari, Giornalistica Riviera Soc. Coop. a.r.l., gennaio 2001,  pp. 84-91.